# Thor (Marvel Comics)
 Ovo je glavno značenje pojma Thor (Marvel Comics). Za druga značenja pogledajte Thor (razdvojba).
Thor je izmišljeni lik, superjunak u stripovima koje izdaje Marvel Comics. Utemeljen je na istoimenom božanstvu iz nordijske mitologije. Prvi put se pojavio u stripu Journey into Mystery, broju 83, 1966. godine. Thor je ratnik kojega je njegov otac Odin poslao na Zemlju i lišio ga njegovih božanskih moći kako bi se naučio poniznosti i poštovanju smrtnika. Pritom mu je i izbrisao pamćenje ali kada je Thor pronašao svoj čarobni čekić Mjollnir, svega se prisjetio, povratio moći, i postao superjunak. S vremenom je utemeljio grupu superjunaka pod nazivom Osvetnici. 
2011. godine je snimljen film Thor. Thora u filmu glumi australski glumac Chris Hemsworth koji je ulogu ponovio i u filmovima Osvetnici 2012., Thor: Svijet tame 2013., i Osvetnici 2: Vladavina Ultrona 2015. godine.